# سد الگادا
سد الگادا (به فرانسوی: Elgaada Dam) یک سد در مراکش است که در فاس واقع شده‌است.